# Suite inglesi

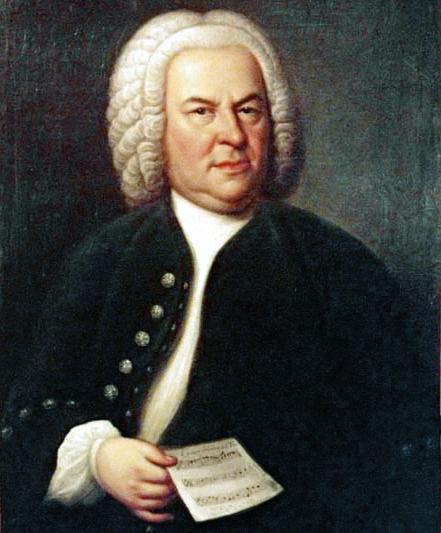
Johann Sebastian Bach.

Le Suite inglesi BWV 806-811 sono una raccolta di composizioni per clavicembalo di Johann Sebastian Bach.

## Storia
Bach iniziò la composizione di queste suite intorno al 1715 durante il suo soggiorno alla corte di Weimar, ma vennero concluse probabilmente fra il 1717 e il 1723 a Cöthen. L'autografo è perduto e ne rimangono solo le copie eseguite dagli allievi di Bach. L'attributo inglesi non è dovuto a Bach, bensì al suo biografo Johann Nikolaus Forkel, secondo cui tali suite furono forse composte per omaggiare un nobile inglese. Su una copia eseguita da Johann Christian Bach si legge infatti «Faites pour les Anglois» (Fatte per gli inglesi).
Altre ipotesi sul nome possono essere spiegate dallo stile e dalla struttura di ogni opera, che ricalca una sequenza tipica delle suite: un preludio iniziale e altri movimenti in forma di danza. Ciò era tipico dei compositori francesi residenti in Inghilterra; questo stile fu usato anche da Georg Friedrich Händel per le sue Otto suite per clavicembalo, pubblicate a Londra nel 1720. Bach le chiamò inizialmente «Préludes avec leurs Suites» (Preludi con le loro Suite), e poi «Suites avec Prélude» (Suite con Preludio). Una caratteristica di queste suite è la presenza di due danze consecutive dello stesso genere e la presenza di doubles, cioè variazioni sul pezzo precedente.
Ciascuna delle Suite inglesi inizia con un preludio, ognuno dei quali (ad eccezione del primo) ritornella. In ciascuno dei preludi il ritornello è scritto in stile fugato e il primo assolo inizia con materiale tematico nuovo. Uno schema del genere si presta perfettamente al clavicembalo a due tastiere, in quanto quella inferiore può rappresentare il tutti orchestrale, mentre quella superiore il solista, come indicato dallo stesso Bach nel concerto italiano per clavicembalo solo con le indicazioni forte e piano.
Le Suite inglesi presentano, dopo il preludio, quattro danze nazionali: un'allemanda (tedesca, come indica il nome), una courante francese o italiana, una sarabanda spagnola e una giga inglese. Alle quattro danze di base ne vengono poi aggiunte delle altre, prima della giga. Queste danze supplementari sono conosciute in Francia come galanteries. Le galanteries delle suite inglesi sono in forma di gavotta, bourrée, minuetto e passepied. Qualsiasi di queste danze può essere accompagnata da una gemella, la quale appare o in forma di variazione della prima (chiamata, in questo caso, double o agréments), o in forma di contrasto (alternative). La coppia alternative viene curata come il classico abbinamento di minuetto e trio: per esempio gavotta I - gavotta II - gavotta I (ma questa volta senza ripresa). Per quel che riguarda la coppia double (o doppia), la più plausibile delle combinazioni è che a ciascuna metà delle danze faccia seguito la corrispondente metà della sua double, rispecchiando la convenzione dei suonatori dell'epoca, che spesso aggiungevano qualche abbellimento improvvisato a una ripetizione.

## Struttura

### Suite inglese num. 1 in la maggiore BWV 806
1. Preludio.
2. Allemanda.
3. Courante I.
4. Courante II (con due doubles).
5. Double I.
6. Double II.
7. Sarabanda.
8. Bourrée I.
9. Bourrée II.
10. Giga.

Le galanteries consistono in una coppia di bourrée del genere alternative: la prima nella maggiore, la seconda nella minore, quest'ultima caratterizzata da un accompagnamento che varia in continuazione fra il basso e la parte superiore.

### Suite inglese num. 2 in la minore BWV 807
1. Preludio.
2. Allemanda.
3. Courante.
4. Sarabanda.
5. Sarabanda (con abbellimenti della stessa sarabanda).
6. Bourrée I (alternativamente).
7. Bourrée II.
8. Giga.

Il primo ritornello del preludio è anche uno dei più lunghi, poiché occupa, insieme alla ricapitolazione, ben due terzi dell'intero movimento. Per controbilanciare questa apertura piuttosto massiccia, Bach predispose che la giga conclusiva venisse ripresa, dopo essere stata eseguita con le consuete ripetizioni. Il risultato è una forma AABBAB di proporzioni insolitamente estese. In più di un manoscritto originale gli agréments, o abbellimenti, della sarabanda sono segnati come una singola linea melodica nella mano destra. Era comunque sottinteso che i suonatori ne completassero la struttura con l'aggiunta delle parti mancanti della sarabanda stessa. Come nella suite inglese num. 1, la coppia di bourrée ha una alternativa, ma in questo caso la prima è in minore, mentre la seconda è in maggiore. La alternativa è stata interpretata anche dal gruppo vocale Swingle Singers.

### Suite inglese num. 3 in sol minore BWV 808
1. Preludio.
2. Allemanda.
3. Courante.
4. Sarabanda.
5. Sarabanda (con abbellimenti della stessa sarabanda).
6. Gavotta I (alternativamente).
7. Gavotta II (o Musetta).
8. Giga.

Il preludio ha un ritornello più breve di quello della suite inglese num. 2, che si alterna e si accavalla con il solista con maggior frequenza nella parte centrale del movimento. Esso, infatti, alterna parti del tutti con altre riservate al solista, come nel primo movimento del concerto italiano. Allemanda e corrente sono bipartite ed entrambe con attacco anacrusico. Nuovamente, due delle tre danze trovano le loro gemelle: la sarabanda, i cui abbellimenti richiedono l'uso di ambedue le mani nella seconda metà, e la gavotta alternativa, con una gavotta II, a basso continuo e in modo maggiore, che imita la musette (zampogna) francese, con il basso che riprende la nota di bordone della zampogna, a cui risponde la parte alta dello strumento. La giga, in realtà, è una fuga a tre voci, ma ha un tempo composto di dodici ottavi.

### Suite inglese num. 4 in fa maggiore BWV 809
1. Preludio.
2. Allemanda.
3. Courante.
4. Sarabanda.
5. Minuetto I.
6. Minuetto II.
7. Giga.

È la più lirica delle suite, tanto che neanche il modo minore del minuetto riesce a oscurarne la radiosità.
Il preludio si presenta in realtà come un'invenzione anche se, come previsto dalla prassi barocca del tempo, segue regole lievemente meno rigide rispetto all'autentica invenzione; è presente inoltre all'interno del preludio un esempio di aria italiana: al termine del pezzo viene infatti ripresa la prima parte del preludio. I contemporanei di Bach criticavano questa sua propensione verso l'aria italiana, ritrovabile anche in altre sue opere, in quanto ritenuta una moda da forestiero.
L'allemanda, solitamente caratterizzata da un tempo processuale e non complesso, è in questo caso abbastanza complicata dal punto di vista ritmico in quanto presenta alternarsi di terzine, semicrome, crome e biscrome, che conferiscono una buona orecchiabilità al pezzo. La corrente è invece "in linea" con le altre bachiane e si presenta anch'essa molto vivace.
Il primo minuetto è ricco di abbellimenti così come il secondo. Infine la giga si presenta particolarmente turbolenta e non dà tregua all'esecutore. L'alternarsi di crome è continuo e garantito a volte dalla melodia, altre volte dalla linea del basso, e non è raro l'affidamento alla stessa mano di più voci, cosa che rende particolarmente complessa l'esecuzione.

### Suite inglese num. 5 in mi minore BWV 810
1. Preludio.
2. Allemanda.
3. Courante.
4. Sarabanda.
5. Passepied I (in rondò).
6. Passepied II.
7. Giga.

Il preludio, un fugato, si presenta anche qui di proporzioni notevoli, con frequenti alternarsi, nella sezione centrale, fra l'assolo e il ritornello. I passepied I e II costituiscono le galanteries, assai più leggere: il primo è un rondò con due episodi (ABACA), mentre il secondo un episodio di contrasto. La giga riporta un'atmosfera più austera, con l'apertura della seconda parte che propone, come al solito, un'inversione del tema d'apertura.

### Suite inglese num. 6 in re minore BWV 811
1. Preludio.
2. Allemanda.
3. Courante.
4. Sarabanda.
5. Doppia.
6. Gavotta I.
7. Gavotta II.
8. Giga.

L'ultima delle suite è anche la più grande. Le dimensioni, inusitatamente abbondanti, si rivelano già nell'introduzione, basata su accordi arpeggiati e sostenuti e adornati da passaggi di carattere melodico. L'introduzione si conclude con un lungo trillo, il quale dà l'avvio al ritornello. Quest'ultimo, come le danze che lo seguono, si rivela inaspettatamente complesso. La gavotta II, alla pari di quella della suite num. 3, è una musette pastorale, anche se Bach non la chiama con tale denominazione. Per la prima volta in queste suite si riscontra, negli agréments della sarabanda, che la struttura intera (e non solo la linea melodica superiore) è ricca di abbellimenti. La giga si rivela essere tecnicamente più impegnativa rispetto alle altre a causa dei due accompagnamenti obbligati del tema, spesso affidati entrambi alla stessa mano: un trillo continuo sopra o sotto una serie di crome, che sottolinea ogni terzina del tema.